# Vauxhall Cavalier
Vauxhall Cavalier er en personbil i mellemklassen, der blev produceret og solgt af britiske Vauxhall i Storbritannien fra 1975 til 1995. Bilen blev gennem årene produceret i tre udgaver, Mk I, Mk II og Mk III, alle på grundlag af modeller konstrueret af søsterselskabet Opel.

## Vauxhall Cavalier Mk I
Den første generation af Cavalier kom på markedet i 1975 og blev fremstillet indtil 1981. Den var baseret på Opel Ascona B og Opel Manta med en række mindre ændringer i designet. Den var baseret op GM's 'U-car'-platform, som blev benyttet til Opels Ascona B, der var blevet lanceret tre måneder tidligere i Tyskland. Cavalier Mk I fik en front som Opel Manta og bagende som Asconaen.
Cavalier blev oprindeligt fremstillet på GM's Opel-fabrik i Antwerpen og således ikke på Vauxhall fabrikker i England. Bilen blev en succes på det britiske marked, og grundet den store efterspørgsel besluttede GM i august 1977 at begynde produktion i England også.
Cavalier blev fremstillet i 2 og 4-dørs udgaver og med en 1,6 liters fire-cylindret rækkemotor fra Opel. En coupé udgave havde en 1,9 liters motor. I 1978 blev 1,9 liter motoren erstattet af en 2 liters motor, og der blev introduceret en billig model med en 1,3 liter motor.
Vauxhall Cavalier Mk I blev solgt i enkelte lande i Europa udenfor Storbritannien, herunder i Skandinavien og Polen. GM stoppede dog salget af Cavalier i kontinentaleuropa i 1981 for alene at sælge Opel på disse markeder.
Modellen blev også solgt af GM i Sydafrika under navnet Chevrolet Chevair med 2,0 og 2,3 liters motorer.
| - Mk I - Vauxhall Cavalier i oprindelig udgave (Brecon) - Vauxhall Cavalier Sports (Mk I) - Vauxhall Cavalier GLS Coupe (MK I) |

## Vauxhall Cavalier Mk II (1981–1988)
Anden generation af Cavalier var identisk med Opel Ascona C og blev lanceret i 1981 samtidig med Opels lancering af Ascona C. Cavalier Mk II blev fremstillet indtil 1988.
Bilen blev en succes i Storbritannien og udfordrede den aldrende ærkerival, Ford Cortinas, førerposition som den mest populære bil. Da Ford afløste Cortina med Ford Sierra med et nyskabende design i 1982, overtog Cavalier pladsen som den mest sælgende mellemklassebil i 1984 og 1985. Sierra overtog dog pladsen igen i 1986 og med et facelift, hvor designet var mere afdæmpet, konsoliderede Sierra førerpositionen i Storbritannien.
Modellen fik to facelifts, indtil den blev erstattet af den tredje generation Cavalier.
| - Mk II - Vauxhall Cavalier Mk II - Mk II GLS model efter facelift i 1985 |

## Vauxhall Cavalier Mk III (1988–1995)
I midten af 1980'erne begyndte General Motors at udvikle en ny bilmodel, som skulle afløse deres J-Car-model i Europa i slutningen af årtiet. Opel havde under udviklingen af afløseren for Ascona C/Cavalier II besluttet at udfase deres historiske modelnavne (en proces som allerede var startet to år før, da Rekord blev afløst af Omega), og derfor fik den nye bil modelnavnet Vectra. Derimod insisterede Vauxhall på at beholde Cavalier-navnet. Kort tid efter påbegyndtes udviklingen af en ny coupé på samme platform som hatchback- og sedanudgaverne, men med et andet navn og et helt andet design.
Den sidste generation af Cavalier kom på markedet den 14. oktober 1988 og var Vauxhalls version af Opel Vectra A. Ligesom forgængeren fandtes den som sedan og hatchback, men ikke som stationcar. Tidlige planer om en stationcarversion udelukkende til Europa blev ikke realiseret. I løbet af 1989 kom der derimod en ny coupé, Calibra, på samme platform som Cavalier; det var den første Vauxhall coupé siden den oprindelige Cavalier coupé udgik i 1981. Calibra var desuden den officielle afløser for Opel Manta, som udgik i 1988, og blev også solgt i Kontinentaleuropa under Opel-mærket. Planer om at eksportere Calibra til USA som en Saab blev ikke til noget.
GM ønskede ikke at sælge Opels Vectra under Vectra-navnet i Storbritannien, dels på grund af det gode ry som Cavalier-navnet havde i Storbritannien, dels på grund af, at den tidligere model Vauxhall Victor havde et blakket ry i Storbritannien grundet rustproblemer. Først fra 1995 blev Vectra-navnet anvendt i Storbritannien, da anden generation af Opel Vectra (Vauxhall Vectra) blev sendt på markedet.
Tredje og sidste udgave var identisk med søstermodellen Opel Vectra A; den blev produceret fra 1988 til 1995.
Cavalier'er med venstrestyring fremstillet i Storbritannien blev for første gang i 15 år eksporteret (under navnet Opel Vectra) i GM's anerkendelse af, at produktionsproblemerne i Vauxhall så ud til at være løst.
I stedet for Mark II's kantede eksteriør fik den nye model et rundere udseende. Cavalier blev fremstillet i flere varianter med et bredt udvalg af motorer, heriblandt en økonomisk 1,4-liters benzinmotor. Den største ændring i motorprogrammet var tilføjelsen af en 16-ventilet 2,0-litersmotor også kendt som "red top" eller "XE"; denne blev benyttet i GSi 2000 og sene SRi-modeller. Modellen kunne også leveres med firehjulstræk i forbindelse med 2,0i-motoren (SRi 8v) og en version af GSi 2000.
Der var også to dieselmotorer i modelprogrammet: Fra starten en 1,7-liters sugediesel med 60 hk og fra 1992 en 1,7-liters turbodiesel med 82 hk leveret af Isuzu. Tidlige SRi'ere var udstyret med forgængerens 2,0-liters otteventiler med 130 hk uden katalysator.
På trods af manglen på en stationcarudgave blev Cavalier Mk III den bedst sælgende mellemklassebil i Storbritannien i 1990, hvor den snævert slog Ford Sierra, mens Rover var i færd med at udfase deres Montego til fordel for den nye Rover 400-serie og senere den større 600-serie. Andre konkurrenter i segmentet var Citroën BX og Peugeot 405.
Efter at modellen havde solgt bedre end Ford Sierra i 1990, var den Storbritanniens næstmest populære bil i 1992 efter Ford Escort; først i 1994, et år efter introduktionen af Sierras afløser Ford Mondeo, måtte den vige pladsen.
Et facelift i efteråret 1992 til modelåret 1993 medførte at 1,4-litersmotoren udgik mens der i den modsatte ende af modelprogrammet tilkom en 2,5-liters V6-motor med 167 hk. På dette tidspunkt blev GSi 2000 afløst af en ny firehjulstrukket udgave, Cavalier Turbo, med en turboladet udgave af den 16-ventilede motor med over 200 hk. Vauxhall-logoet blev monteret midt på bagklappen. Det meste af modelserien havde nu airbags og ABS-bremser som standardudstyr (den første bil i klassen med dette) og alle modeller havde nu en stærkere sikkerhedskabine, sidekollisionsbeskyttelse og selestrammere til forsæderne. Denne version af Cavalier var den første Vauxhall med førerairbag, og med passagerairbag tilbudt som ekstraudstyr; dette blev kort tid efter tilgængeligt til resten af firmaets modelprogram.
Det udvendige design blev også frisket op med en nydesignet frontgrill, forlygter og baglygter og en forbedret støjdæmpning, især i GLS og dyrere versioner hvilket gjorde Cavalier til en stille bil at rejse i. Sidst i 1994 blev en ny 2,0-liters Ecotec-motor lanceret, som afløste både den populære otteventilede C20NE og den 16-ventilede "red top"-motor. Den nye motor havde bedre benzinøkonomi og bedre drejningsmoment ved lave omdrejninger på bekostning af den maksimale effekt, 136 hk i forhold til "red top"'s 150 hk.
Efter 20 års produktion, tre generationer, flere facelifts og mere end 1,8 millioner biler ophørte produktionen af Cavalier i oktober 1995. Det er den 5. mest populære bil solgt i Storbritannien. Cavalier blev afløst af en ny Opel Vectra, der nu blev solgt som Vauxhall Vectra.
Cavalier var den sidste af Vauxhalls hovedmodeller, der blev solgt under et selvstændigt navn og ikke "blot" under Opels betegnelse indtil den af Lotus udviklede Opel Speedster fra 2000 blev solgt som Vauxhall VX 220 i Storbritannien samt at Opel Karl blev omdøbt til Vauxhall Viva. Alle fremtidige Vauxhall-modeller delte navn med den tilsvarende Opel-model, eller i tilfælde af Vauxhall Monaro fra 2004 med Holden. Derimod blev Astra-navnet valgt af Vauxhall i starten af 1980 til deres version af den første forhjulstrukne Opel Kadett, og fra 1991 besluttede General Motors også at sælge Opels version af den nye model som Astra.
Modellen delte chassis med den fra 1993 til 1998 producerede Saab 900, som efterfølgende fortsatte frem til 2002 som Saab 9-3, som følge af at Saab på dette tidspunkt var blevet opkøbt af General Motors.
| - Mk III - Cavalier Mk III - Vauxhall Cavalier Automatic 1.6 fra 1992 (Mk III) - Vauxhall Cavalier Classic (Mk III) efter facelift, 1995 |